# Repino
Repino (rusky Репино, do roku 1948 finsky Kuokkala) je předměstská část ruského města Petrohradu s přibližně 2500 obyvateli (stav z roku 2010). Rozkládá se asi 45 km severozápadně od středu města na břehu Finského zálivu.

## Administrativní náležnost

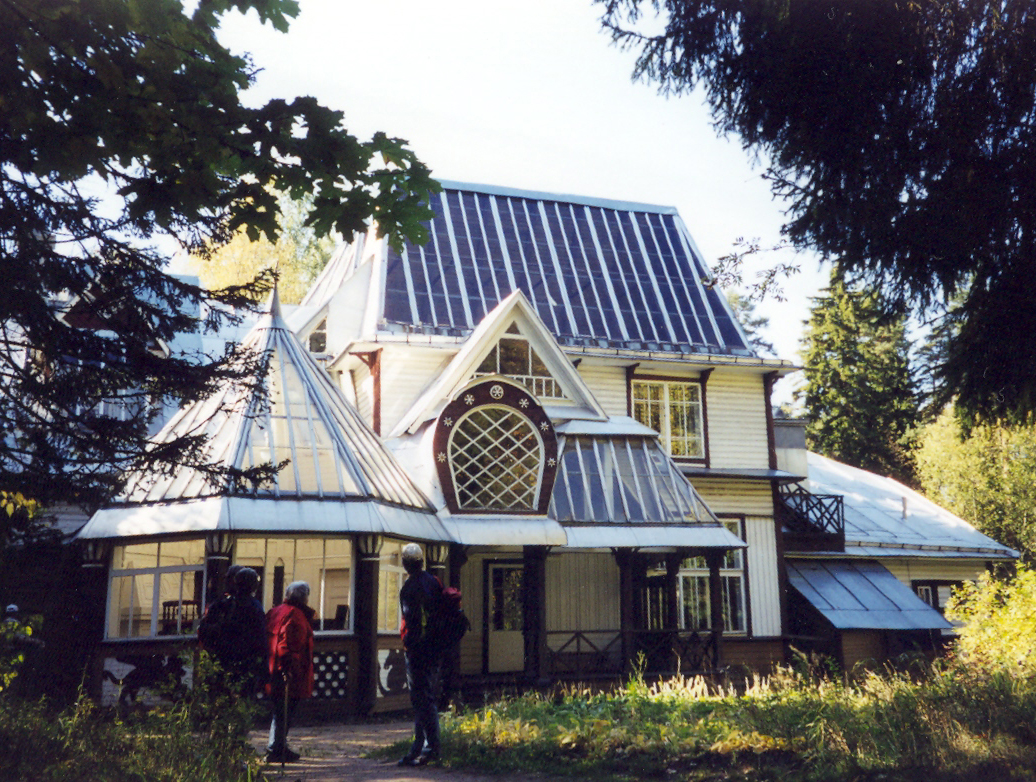
Vila Penaty

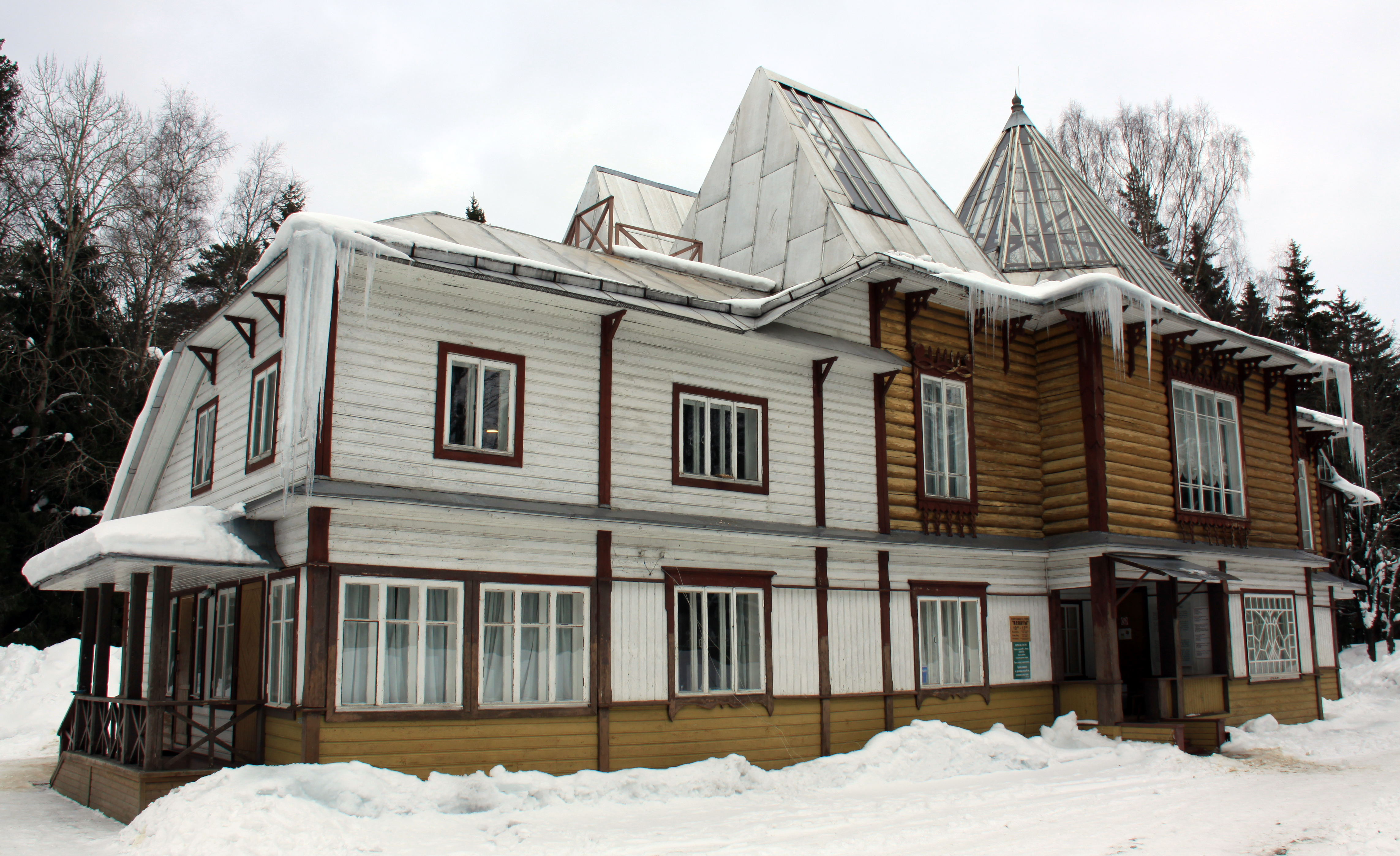
Repinův dům Penaty

Sídlo městského typu Repino správně náleží k petrohradskému městskému rajónu Kurort.
Sídlo s názvem Kuokkala bylo dříve součástí Finského velkoknížectví v rámci Ruského impéria a po vyhlášení finské nezávislosti připadlo nové Finské republice, avšak během sovětsko-finské zimní války bylo připojeno k Sovětskému svazu.
V roce 1948 bylo město Kuokkala přejmenováno na Repino na počest malíře Ilji Jefimoviče Repina, jenž zde až do své smrti v roce 1930 prožil poslední desetiletí svého života. Jeho usedlost, nazvaná podle starořímského domácího božstva Penátů Vila Penaty (rusky Пенаты), od roku 1940 slouží jako muzeum a zároveň je nejvýznamnější pamětihodností městečka uvedenou na seznamu Světového dědictví UNESCO Petrohrad a okolí.
Vývoj počtu obyvatel
| Rok  | počet obyvatel |
| ---- | -------------- |
| 1959 | 6555           |
| 1970 | 3824           |
| 1979 | 5164           |
| 1989 | 4215           |
| 2002 | 2011           |
| 2010 | 2478           |

Poznámka: data ze sčítání lidu

## Osobnosti
- Leonid Nikolajevič Andrejev (1871–1919), spisovatel a dramatik
- Michail Mojsejevič Botvinnik (1911–1995), šachový velmistr
- Korněj Ivanovič Čukovskij (1882–1966), básník, překladatel, autor veršů a prózy pro děti
- Viktorija Alexandrovna Kamenská (1925–2001), spisovatelka a překladatelka (v roce 1998 oceněna cenou Premia Bohemica)
- Vladimir Iljič Lenin (1870–1924), komunistický politik, žil ve městě v letech 1906–1907
- Jelena Lukinična Morozovská (před rokem 1892–1941), ruská fotografka
- Ivan Albertovič Puni (1892–1956), ruský avantgardní malíř
- Ilja Jefimovič Repin (1844–1930), malíř
- Dmitrij Dmitrijevič Šostakovič (1906–1975), hudební skladatel, pobýval v Repinu v letech 1961–1975, zde napsal svou poslední symfonii
- V roce 2018 byl ve městě ubytován národní fotbalový tým Anglie při Mistrovství světa ve fotbale 2018